# Deinacrida connectens
Deinacrida connectens is een rechtvleugelig insect uit de familie Anostostomatidae. De wetenschappelijke naam van deze soort is voor het eerst geldig gepubliceerd in 1939 door Ander.